# Beverly Hills (Texas)
Pour les articles homonymes, voir Beverly Hills (homonymie).
Beverly Hills est une ville du comté de McLennan, au Texas, aux États-Unis.

## Source de la traduction
- (en) Cet article est partiellement ou en totalité issu de l’article de Wikipédia en anglais intitulé « Beverly Hills » (voir la liste des auteurs).